# Oskar Delago
Oskar Delago (* 1963) ist ein ehemaliger italienischer Skirennläufer. Er startete hauptsächlich in der Abfahrt aber auch vereinzelt in der Alpine Kombination.

## Karriere
Delago gewann eine ersten Weltcuppunkte am 21. Dezember 1981 bei der Abfahrt von Crans-Montana. Im selben Winter startete er zum ersten und einzigen Mal bei einem internationalen Großereignis. Bei den Weltmeisterschaften in Schladming belegte er Rang 21 in der Abfahrt und war damit nach Michael Mair zweitbester Italiener.
Seine Karriere beendete Delago nach 1984.

## Privates
Delagos Schwester Karla sowie seine Nichten Nicol und Nadia waren bzw. sind ebenfalls als Skirennläuferinnen aktiv.

## Erfolge

### Weltmeisterschaften
- Schladming 1982: 21. Abfahrt[3]

### Weltcup
- 2 Platzierungen unter den besten 10